# Schepping
Schepping of creatie is zowel het maken van iets nieuws als het geschapen resultaat. Oorspronkelijk is de Schepping het aanmaken van het heelal inclusief levende wezens door een of meer goden in vele religies, en het heelal zelf. Het kan daarnaast gaan om mensenwerk: een nieuw object of entiteit, of een nieuwe verschijningsvorm van een bestaand object. Kunstenaars bijvoorbeeld scheppen kunstwerken, wetenschappelijke onderzoekers kennis en politici wetgeving en beleid.
Het geschapen object kan een nieuw apparaat zijn of een aanpassing van een bestaand object: een nieuwe vorm, functie of werkingsprincipe of een combinatie daarvan. Bijvoorbeeld een stoel of een kledingstuk (een creatie) met een nieuw ontwerp of nieuw materiaalgebruik.
De term schepping is afkomstig uit het joods-christelijk scheppingsverhaal in het boek Genesis. Volgens de Oostenrijks-Israëlisch-joodse godsdienstfilosoof en hebraïcus Martin Buber wordt daar een woord gebruikt dat letterlijk uitbeitelen of beeldhouwen zou betekenen.

## Religie
In religieuze zin wordt het woord schepping gebruikt voor het proces of de goddelijke daad waardoor het universum tot stand is gekomen. De schepping wordt ook gebruikt voor het universum. Er zijn vele scheppingsverhalen bekend, uit verschillende culturen en tijdperken.

## Kunst
Kunstvoorwerpen (schilderijen, beelden) en uitvindingen worden meestal geacht oorspronkelijke scheppingen te zijn. Zo niet, dan wordt gesproken van een kopie, kitsch of plagiaat.
Om de exclusiviteit van kunstvoorwerpen als nieuwe creatie te garanderen, worden bijvoorbeeld bij niet-gebeeldhouwde beelden niet meer dan vijf (bijvoorbeeld bronzen) genummerde afgietsels gemaakt en verkocht met een certificaat van echtheid. Soms bestaat het nieuwe niet eens uit de vorm, bijvoorbeeld bij een beeld naar een levend (naakt)model of een schilderij naar een echt bestaand landschap, maar op de manier waarop die vorm wordt gekopieerd. De kopie heeft dan niet een exacte weergave van het origineel, maar benadrukt alleen maar bepaalde aspecten. Die benadrukking of ook weglating kenmerkt dan juist het nieuwe van de creatie. Bij zeer precieze schilderijen, bijvoorbeeld in de fijnschilderschool, schildert men zeer levensecht, soms een vlieg die op het schilderij zou zitten of bijvoorbeeld de lijst zelf. Dat is dan zo levensecht dat vele toeschouwers niet eens opmerken dat het namaak is. Sommige kunstenaars zetten zich tegen deze vorm van kunst af en zeggen denigrerend dat het geen nieuwe creatie is. Bij de octrooiraad wordt nieuwheidsonderzoek uitgevoerd, waar volgens een bestaande procedure nagegaan wordt of een nieuwe uitvinding wel voldoende nieuw is.
Hoewel een creatie iets nieuws is, is het materieel gezien een omvorming. Voor een houten beeld bijvoorbeeld zal eens een boom opgehouden zijn te bestaan. Het schilderij heeft zijn linnen en verf nodig, die elders vandaan komen.